# جوربانيت
جوربنايت هو معدن صيغته الكيميائية ِAlSO4(OH).5H2o · ووزنه الجزيئي يساوي 230.13 جم / مول .